# Marc Peñarroya
Marc Peñarroya Castilla (Manresa, 17 de abril de 2002) es un jugador de baloncesto español que juega en el CB Prat de la Liga LEB Plata. Con 1,90 metros de altura, su puesto natural en la cancha es el de base. Es hijo del entrenador de baloncesto Joan Peñarroya.

## Trayectoria
Es un base formado en las categorías inferiores del Bàsquet Manresa y que durante las temporadas 2018-19 y 2019-20 formaría parte de su equipo júnior.
El 21 de octubre de 2019, con 17 años debuta con Baxi Manresa en liga ACB, tras disputar diez minutos contra el Iberostar Tenerife ante las bajas de Frankie Ferrari y Jordan Davis. Marc debutaría en el equipo que durante la temporada anterior entrenaría su padre Joan Peñarroya y en el que desarrolló la mayor parte de su carrera deportiva.
Apenas unos días después de su debut, el base canterano sufre una fractura del maleolo tibial izquierdo en un encuentro de la Champions Basketball ante el Lietkabelis, lo que le apartaría durante unos meses de las canchas.
Durante la temporada 2020-21 alternaría su participación en el primer equipo con actuaciones en el club vinculado, el CB Artés de Liga EBA.
El 3 de agosto de 2021, firma por el Palmer Alma Mediterránea de la liga LEB Oro, cedido durante una temporada por el Bàsquet Manresa.
El 20 de octubre de 2022, firma por el Oviedo Club Baloncesto de la liga LEB Oro, cedido durante una temporada por el Bàsquet Manresa.
El 2 de octubre de 2023, firma por una temporada con el Grupo Alega Cantabria de la liga LEB Oro, tras desvincularse del Bàsquet Manresa.
El 28 de febrero de 2024, firma por el Club Baloncesto Clavijo de la liga LEB Oro, tras desvincularse del Grupo Alega Cantabria.
En la temporada 2024-25, firma por el CB Prat de la Liga LEB Plata.[cita requerida]